# Krnja Jela, Šavnik
Krnja Jela este un sat din comuna Šavnik, Muntenegru. Conform datelor de la recensământul din 2003, localitatea are 84 de locuitori (la recensământul din 1991 erau 127 de locuitori).

## Demografie
În satul Krnja Jela locuiesc 73 de persoane adulte, iar vârsta medie a populației este de 47,4 de ani (45,3 la bărbați și 50,0 la femei). În localitate sunt 30 de gospodării, iar numărul mediu de membri în gospodărie este de 2,80.
Populația localității este foarte eterogenă.
|  |

| Demografie | Demografie | Demografie |
| An         | Locuitori  | Locuitori  |
| ---------- | ---------- | ---------- |
|            |            |            |
|            |            |            |
|            |            |            |
|            |            |            |
| 1948       | 339        |            |
| 1953       | 346        |            |
| 1961       | 334        |            |
| 1971       | 353        |            |
| 1981       | 251        |            |
| 1991       | 127        | 121        |
| 2003       | 84         | 84         |

| \| Componența etnică conform recensământului din 2003[2] \| Componența etnică conform recensământului din 2003[2] \| Componența etnică conform recensământului din 2003[2] \| Componența etnică conform recensământului din 2003[2] \| Componența etnică conform recensământului din 2003[2] \| \| ----------------------------------------------------- \| ----------------------------------------------------- \| ----------------------------------------------------- \| ----------------------------------------------------- \| ----------------------------------------------------- \| \| \| \| \| \| \| \| Muntenegreni \| Muntenegreni \| \| 52 \| 61,9% \| \| Sârbi \| Sârbi \| \| 30 \| 35,71% \| \| necunoscută \| necunoscută \| \| 0 \| 0% \| |              |  |    |        |
| Componența etnică conform recensământului din 2003 |              |  |    |        |
| |              |  |    |        |
| Muntenegreni | Muntenegreni |  | 52 | 61,9%  |
| Sârbi | Sârbi        |  | 30 | 35,71% |
| necunoscută | necunoscută  |  | 0  | 0%     |